# Брестское гетто
Бре́стское ге́тто (16 декабря 1941 — 18 октября 1942) — еврейское гетто, место принудительного переселения евреев города Бреста Брестской области и близлежащих населённых пунктов в процессе преследования и уничтожения евреев во время оккупации территории Белоруссии войсками нацистской Германии в период Второй мировой войны.

## Оккупация Бреста и создание гетто
Брест был захвачен немецкими войсками 22 июня 1941 года, и оккупация продлилась 3 года и 1 месяц — до 28 июля 1944 года.
Из жителей города, в том числе евреев, практически никто не успел эвакуироваться.

### С июня по ноябрь 1941 года
Уже 28—29 июня 1941 года айнзатцгруппа «В» вместе с частями вермахта вывезли за город и расстреляли от 4000 до 5000 евреев.
Летом и осенью 1941 года немцы постоянно грабили евреев, заставляя их под угрозой смерти выплачивать разного вида «контрибуции». От них потребовали 40 квартир, обставленных мебелью, постоянно приказывали сдать определённые денежные суммы, конфисковывали всевозможные ценности, отдельно вымогали золото. Для устрашения нацисты каждый раз брали в заложники 30-50 евреев, чтобы обеспечить сдачу ценностей в назначенные сроки. Кроме «контрибуций», у них забирали всё, представляющее хоть какую-то ценность, — меховые изделия, одежду, ткани, электроприборы, велосипеды, пишущие машинки и многое другое. Подобным грабежам подвергалась как еврейская община в целом, так и отдельные состоятельные евреи. Только из синагог Бреста было вынесено 100 килограммов серебра, а после этого, как говорится в отчёте ЧГК, «…все синагоги и молитвенные дома были заняты под конюшни и гаражи». В акты насилия вовлеклись и польские жители Бреста, выпущенными немцами из тюрем.
Кроме ограбления под видом «контрибуций», немцы обирали евреев многочисленными штрафами (от 50 до 500 рублей) — за невыполнение правил поведения в городе, за нарушение санитарных правил, за утерю документов, за получение хлеба на карточку умершего члена семьи, за торговлю овощами и фруктами по спекулятивным ценам, за другие нарушения порядка, предписанного оккупационными властями (это относилось и к детям с 12-летнего возраста).
Детей из еврейского детского дома (одного из четырёх детских домов Бреста) в первые же дни оккупации немцы вывезли за город и убили. Еврейские дети в других детских домах были отделены от остальных, и в результате в детском доме № 2 на территории будущего гетто (угол улиц Московской и 17 сентября) оказались 90 детей-евреев в возрасте до 14 лет. Нескольких еврейских детей спасли от перевода в еврейский детский дом, записав их под русскими фамилиями, но часть из них впоследствии была выдана немцам провокаторами.
С евреями с начала оккупации города было запрещено разговаривать и что-либо им продавать. Евреям было приказано носить на рукаве белую повязку с шестиконечной звездой, а позднее — нашивки (латы) в виде жёлтых кругов диаметром 10 сантиметров на верхней одежде спереди и на спине. Евреям под угрозой расстрела запретили жениться и заводить детей.
Немцы очень серьёзно относились к возможности еврейского сопротивления и поэтому в первую очередь убивали в гетто, а также ещё до его создания, евреев-мужчин в возрасте от 15 до 50 лет — несмотря на экономическую нецелесообразность, так как это были самые трудоспособные узники. В связи с этим уже в начале июля 1941 года нацисты начали проводить облавы на еврейских юношей и мужчин, а также советских и партийных работников, которых хватали на улицах и в квартирах, а потом вывозили за город и убивали. Первая подобная «акция» (таким эвфемизмом немцы называли организованные ими массовые убийства) прошла в первую субботу июля, и схваченных людей расстреляли в городе — на стадионе. Но уже с первых дней оккупации евреев-мужчин убивали и прямо посреди города — на рынке, в очередях за продуктами, в учреждениях, и были случаи, когда обливали бензином и сжигали живого человека на виду у всех.
В сообщении партийного руководителя Белоруссии П. К. Пономаренко «О положении в оккупированных областях Белоруссии» от 19 августа 1941 года говорится о положении евреев в Белоруссии, в том числе и в Бресте: «Еврейское население подвергается беспощадному уничтожению… В Бресте немцы подожгли некоторые дома, населённые евреями, не дали им выйти, и все сгорели живыми… Такие факты многочисленны».

### Регистрация евреев
Одним из первых действий оккупационной власти стала перепись и паспортизация населения, в результате которой выяснилось, что в городе из 51 000 жителей 18 000 составляют евреи.
Затем всем евреям города с 14-летнего возраста приказали сфотографироваться и пройти специальную регистрацию, которая началась 10 ноября 1941 года. Евреям выдавались новые паспорта, о чём делалась запись в регистрационной книге на польском языке. До 5 июня 1942 года таких паспортов было выдано 12 260. Одновременно на каждого еврея заполнялась анкета на польском языке (Protokół), в которую вписывались дети младше 14 лет.

### Создание гетто

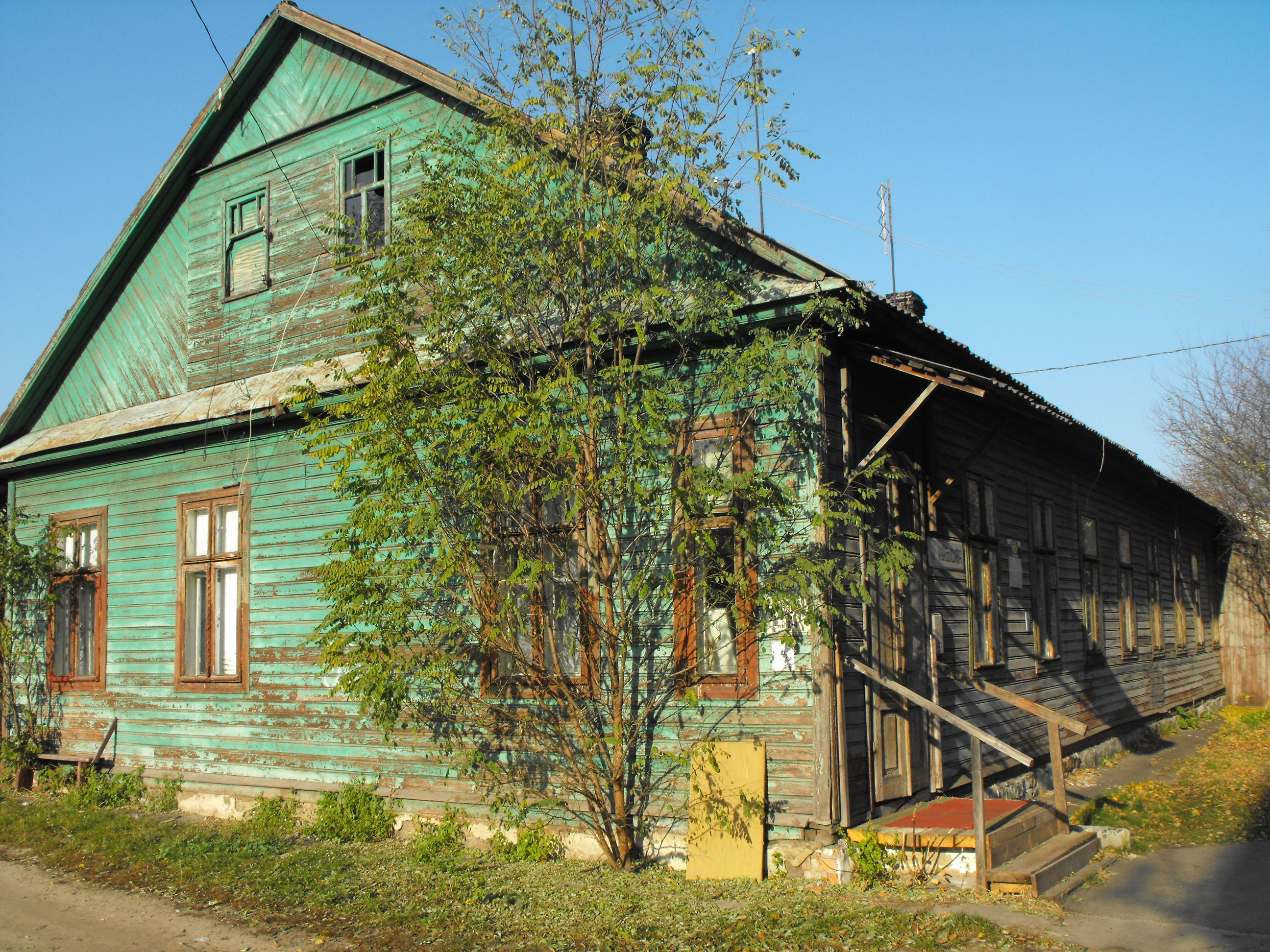
Дом № 87 на улице Куйбышева (построен в 1925 году) — один из сохранившихся (до 2018 года) домов центра Брестского гетто

Реализуя нацистскую программу уничтожения евреев, немцы создавали гетто почти во всех городах и населённых пунктах Беларуси, где проживало еврейское население. Так и в Бресте оккупанты к 16 декабря (начав с ноября) 1941 года  согнали всех брестских евреев в гетто, предварительно ограбив их и забрав лучшие вещи. В Брестское гетто также переселили и евреев из ближних деревень и местечек. Например, туда были доставлены 113 человек из деревни Словатичи и 52 — из деревни Россож. Куратором гетто стал шеф полиции и жандармерии майор Роде.
Для поддержания порядка в гетто и обеспечения выполнения немецких приказов евреям приказали организовать юденрат численностью 60 человек. Председателем юденрата назначили Гирша Розенберга, его заместителем — Нахмана Ландау. Для помощи юденрату нацисты обязали евреев создать также и отряд еврейской полиции численностью 16 (по другим сведениям, 15) человек, вооружённых палками.

## Условия в гетто

### Территория гетто
Гетто находилось в границах улиц Советской, Маяковского, Кобринской (Кирова) и Госпитальной (Интернациональной). Московская улица (шоссе Варшава — Минск) делила территорию гетто на две неравные части: бо́льшую, расположенную на севере, и меньшую на юге. Внутри периметра из колючей проволоки длиной 5—6 километров оказались заперты до 20 000 (по другим данным, 27 000) человек.
Гетто было огорожено колючей проволокой и охранялось патрулями. Вход и выход узникам без специального разрешения запрещался, за самовольный выход в лучшем случае полагалась тюрьма, обычно — расстрел. Проход евреям из одной части гетто в другую разрешался только до 18:00. В гетто было трое ворот, выходящих на улицы Московскую, Советскую и Гоголя. Охрану ворот несла жандармерия.
На территории гетто функционировали молитвенные дома, синагога, больница (почти без медикаментов), магазин (в котором практически не было ни продовольственных, ни потребительских товаров), дом престарелых и общественные благотворительные кухни.

### Принудительные работы
В августе-сентябре 1941 года брестским евреям разрешалось (хотя бюрократическая процедура получения была очень сложной) брать патенты на открытие частных ремесленных мастерских. После переселения евреев в гетто часть мастерских остались за границами гетто, а оставшиеся на его территории закрывались, потому что не было ни сырья, ни заказов, ни электричества для работы. К тому же любая деятельность евреев облагалась большими налогами.
Юденрату приходилось постоянно обеспечивать заявки на рабочую силу. Узников-специалистов посылали на предприятия, людей без квалификации использовали на тяжёлых и грязных принудительных работах, в том числе на расчистке завалов разрушенной Брестской крепости и уборке найденных там тел убитых.
Для спасения евреев от уничтожения юденрат старался постоянно демонстрировать рентабельность гетто, для чего стремился создавать новые рабочие места. А немцы, действительно имея большие доходы от рабского труда узников, поддерживали в гетто иллюзии его необходимости и долгого существования.
В январе 1942 года из гетто на работы были направлены 4956 евреев, в феврале — 5490, в марте — 5843, в апреле — 6722, в мае — 7248, в июне — 7994 (из них 1571 мужчин-специалистов). Заказчиками рабочей силы были немецкие воинские части, городские учреждения и частные лица, которые вносили в кассу окружных комиссариатов 20 % от заработной платы узников.
Заработанные деньги выдавались евреям с задержками, не полностью или вообще не выдавались. К тому же с этих денег немцы удерживали налоги, и реальный заработок узников получался незначительным — за день от 4 до 30 рублей.
В условиях хронического голодания и изнурительного труда обитатели гетто быстро приходили в состояние физического истощения, болели и умирали, что отмечалось даже представителями оккупационных властей.
С октября 1942 года при юденрате был создан ремесленный союз из 31 мастерской, но даже постоянное место для еврея-специалиста в этих мастерских не освобождало от принудительных работ.

### Медицинское обслуживание
Немцы позволили создать в гетто больницу на 75 коек и открыть аптеку. Но для лечения не хватало ни специалистов, ни лекарств, ни даже простейшего медицинского оборудования.
Лекарства можно было купить только на чёрном рынке за огромные деньги, поэтому лечение в гетто вынужденно было платным. Стоимость суточного нахождения в больнице составляла 30 рублей, и отдел охраны здоровья при юденрате был завален прошениями о бесплатном лечении в связи с отсутствием средств.
Многие трудоспособные узники скрывали свои заболевания, чтобы не потерять рабочее место и не оставить семью без заработка и продовольственных карточек, хотя справка о болезни могла иногда давать освобождение от принудительных работ.

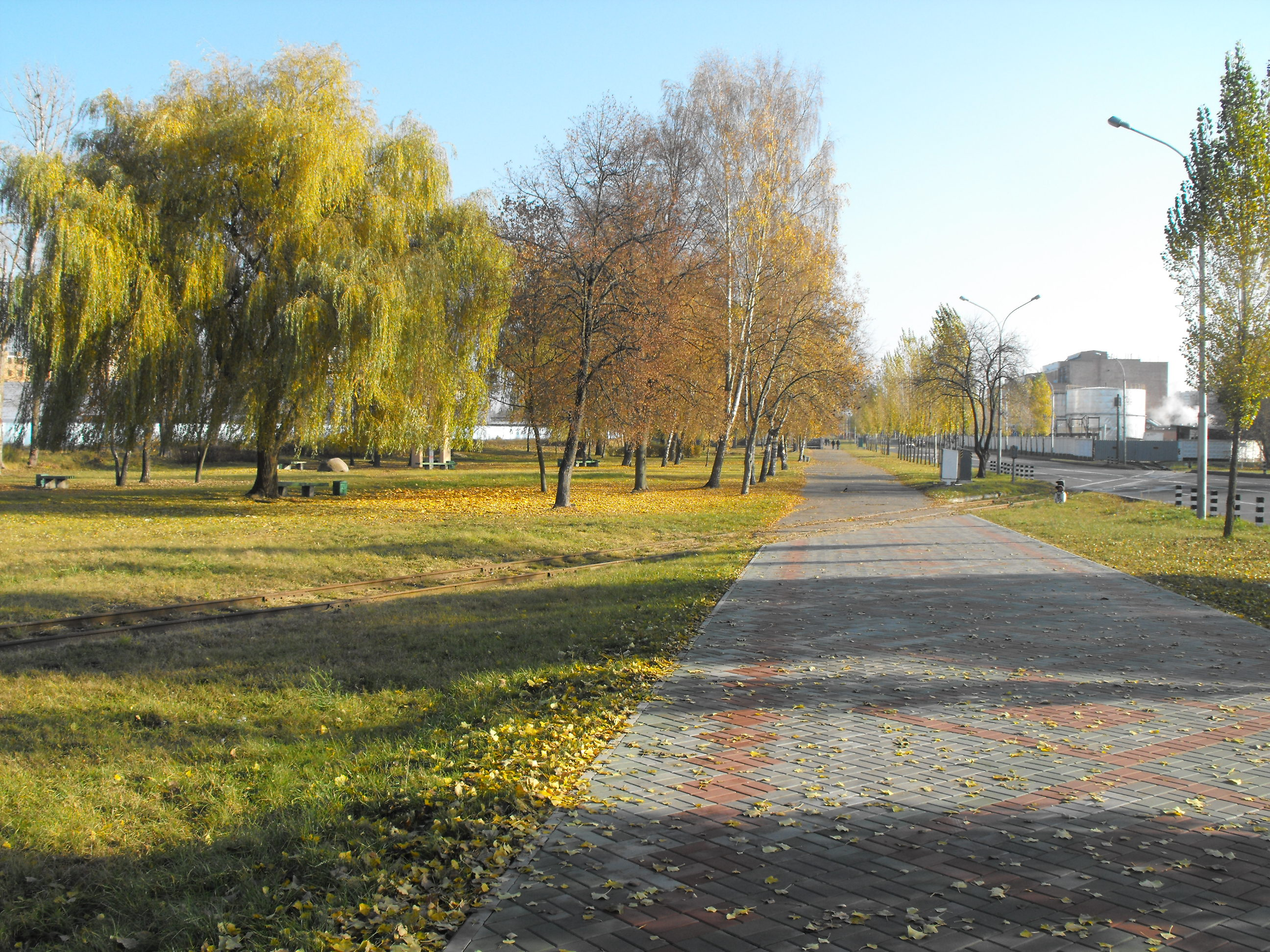
Место на улице Машерова около брестской ТЭЦ, откуда евреев Брестского гетто отправляли в товарных вагонах к Бронной горе для убийства

В Брестском гетто 11 врачей-евреев получили официальное разрешение на частную практику, позволяющую им лечить также и неевреев. Из этих врачей 6 человек также получили разрешение жить вне территории гетто — в том числе известный психиатр Бернгард Кальварийский.
Санитарно-эпидемиологическое положение в гетто, несмотря на постоянно принимаемые меры, непрерывно ухудшалось. Причиной этому были отсутствие необходимых средств и условий для лечения, запрет на внос лекарств в гетто, истощение в результате систематического недоедания, изнуряющий подневольный труд, скученность, холод, педикулёз и некачественная питьевая вода. Почти всё, что могли делать еврейские врачи, — это изолировать больных узников. Не реже, чем каждые 10 дней, медицинский отдел при юденрате должен был подавать в городскую магистратуру сведения о количестве инфекционных больных в гетто.
Отдел социальной опеки юденрата помогал чем возможно детскому дому на 80 детей, детскому саду на 135 детей, больнице (75 коек), дому престарелых (80 стариков), общественной кухне (на 3800 человек), ночлежному дому (до 300 человек). Всего летом и осенью 1942 года юденрат оказывал помощь более чем 4000 узников, оказавшихся в самом тяжёлом положении.

### Продовольственная проблема
Ситуация с продуктами питания была наиболее тяжёлой. После переселения в гетто только незначительная часть евреев сумела сохранить остатки ценностей, которые помогли им продержаться первое время и даже поддерживать самых истощённых узников через общественные кухни, организованные при молельных домах.
Затем основными путями получения продуктов стали вылазки детей до 10-летнего возраста (которые не были обязаны носить жёлтые латы) за пределы гетто. Однако вскоре нацисты перекрыли этот источник получения еды, начав отлавливать таких детей, избивать и убивать их.
Часть евреев смогли поддерживать своё существование частными заработками. Они просили бывших соседей и знакомых оформлять на них заявки на работу вне гетто и пытались заработать там хоть немного еды. Некоторым из представителей интеллигенции даже удавалось таким образом зарабатывать, давая частные уроки.
По распределению относительно регулярно выдавался только хлеб, остальные продукты — по остаточному принципу. Мука, крупы, жир, масло и соль выделялись только больницам, детским домам и столовым. Первые месяцы оккупации малообеспеченные евреи могли ещё бесплатно питаться в городских общественных столовых, но затем — только в столовых гетто.
С января 1942 года евреев разделили по продуктовым нормам на работающих и неработающих. Работающие получали на неделю 1,5 килограмма хлеба, 1 килограмм картофеля и 35 граммов жира. Детям до 14 лет и неработающим взрослым на неделю выдавали 750 граммов хлеба, 1 килограмм картофеля и 35 граммов жира. Но уже в этом же месяце была введена единая норма хлеба для всех узников — 150 граммов в день. При этом немцы запретили им пользоваться городским рынком, а крестьянам приказали ничего евреям не продавать. Если кто-то ухитрялся приобрести что-нибудь съедобное, то полицейские всё равно отбирали это во время обыска при входе в гетто.

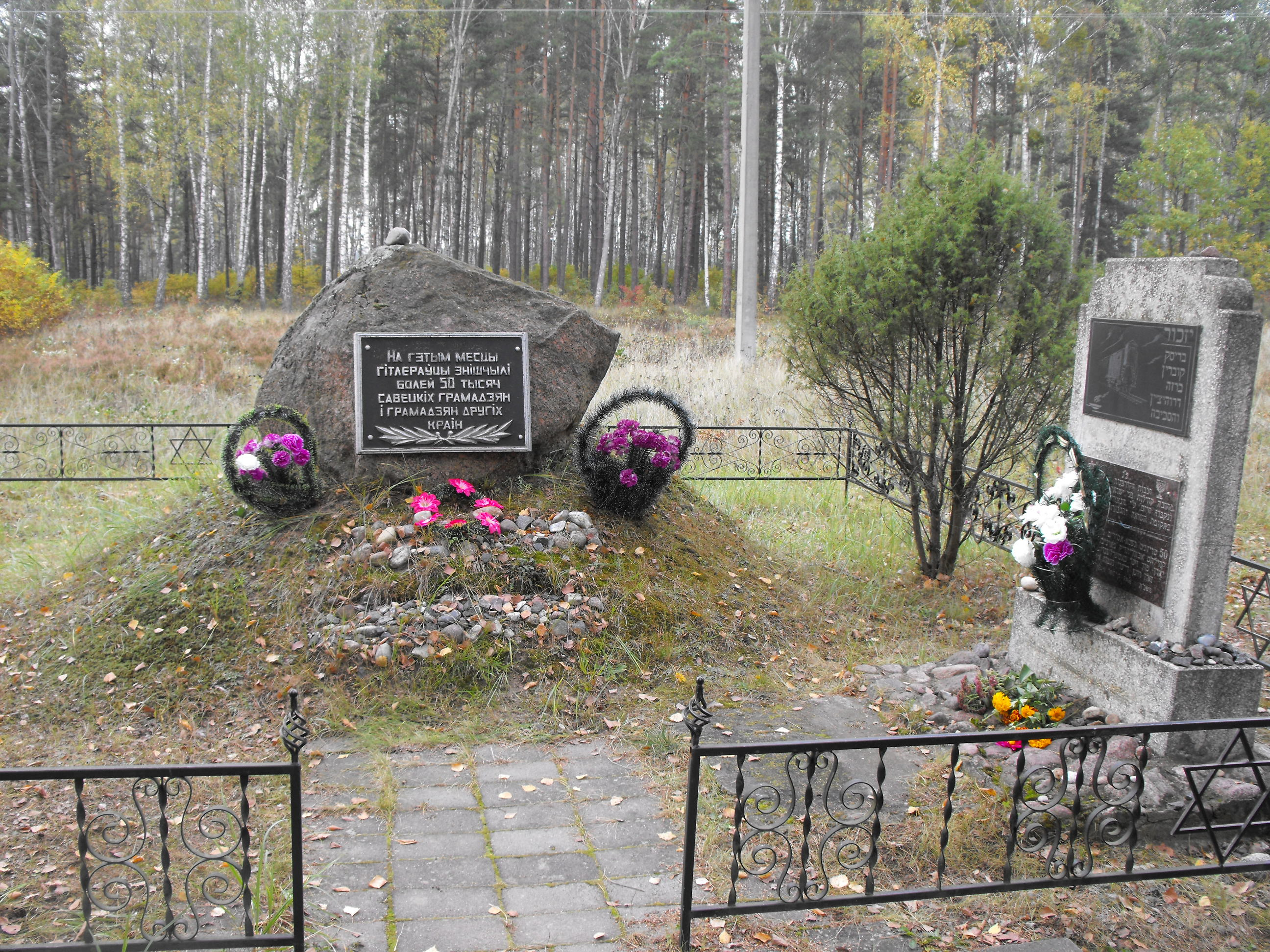
Бронная Гора. Памятник на месте массовых убийств евреев

Зима 1941—1942 годов была очень суровой, то незначительное количество дров и угля, которым удалось запастись, быстро закончилось, а обеспечение узников гетто топливом не предусматривалось. Юденрат мог получать дрова только для пекарен, и в январе 1942 года на 6 пекарен в гетто (которые выпекали хлеб для более чем 17 000 человек) было отпущено 4 кубометра дров, в июле — 6, в сентябре — 2 кубометра.
Нормы продовольственного обеспечения в гетто были в два раза меньше, чем для нееврейского населения, но Брестское гетто было единственным в Беларуси, где вообще выдавались хоть какие-то продукты. В июле-сентябре 1942 года на одного еврея в больнице, доме престарелых или в детском доме выдавалось на сутки 25 граммов муки и 50 граммов крупы, а в детском саду и столовой — 10 граммов муки и 25 граммов крупы.

## Сопротивление в гетто
Уже вскоре после создания гетто евреи начали организовывать подпольные группы, которые собирали и тайно проносили в гетто оружие, найденное во время принудительных работ на территории Брестской крепости. Там же находили детали от радиоаппаратуры и собирали в гетто радиоприёмники. Также в гетто действовали группа комсомольцев — одна из 10 первичных комсомольских организаций оккупированного Бреста — и коммунистическая ячейка.
С декабря 1941 года эти группы объединились в подпольную организацию «Освобождение». Одним из организаторов был Михаил Омелинский, бывший офицер польской армии. Руководителем всей организации с середины 1942 года стал Арье Шейнман, а диверсионную группу возглавил Шлёма Каган (Болек).
Уже в начале 1942 года появились сведения о нацистских планах по уничтожению гетто, и руководство подполья начало разрабатывать планы обороны. Были сформированы группы прикрытия, вооружённые пулемётами. Предполагалось, что основная масса узников начнёт прорываться из гетто самостоятельно, и были оговорены улицы, по которым было бы удобнее прорываться к лесу. Также были продуманы места будущих встреч после побега.
В январе-феврале 1942 года в Брестском гетто возникла ещё одна подпольная группа «Некама́» (с ивр. — «Месть»), которой руководила Фрумка Плотницкая. Инициаторами её создания были члены польской организации еврейской молодёжи «Гехалуц» (с ивр. — «Первопроходец»), центр которой находился в Варшаве. Главной целью этих подпольщиков было убеждение узников в необходимости восстания и борьбы за жизнь, так как гетто неизбежно будет уничтожено. Группа состояла из подростков, которые распространяли листовки и помогали взрослым подпольщикам в качестве связных.
Подготовка к борьбе шла всю зиму 1941—1942 годов. Оружие также приобреталось у немцев и полицейских за деньги и драгоценности и складывалось в тайниках. Но еврейским подпольщикам не удалось нанести превентивный удар по немцам. Информаторы, внедрённые в гетто, выдали многих подпольщиков, и накануне восстания нацисты провели массовые аресты. Провокатор в юденрате также выдал и несколько связных от партизан, проникших в гетто для организации помощи восстанию. Этот предатель был убит лично Шлёмой Каганом, который после этого смог бежать из гетто и примкнул к партизанам (впоследствии он погиб в бою). Но в результате к октябрю 1942 года, когда была начата ликвидация гетто, подполье не смогло организовать вооружённое выступление.

## Уничтожение гетто

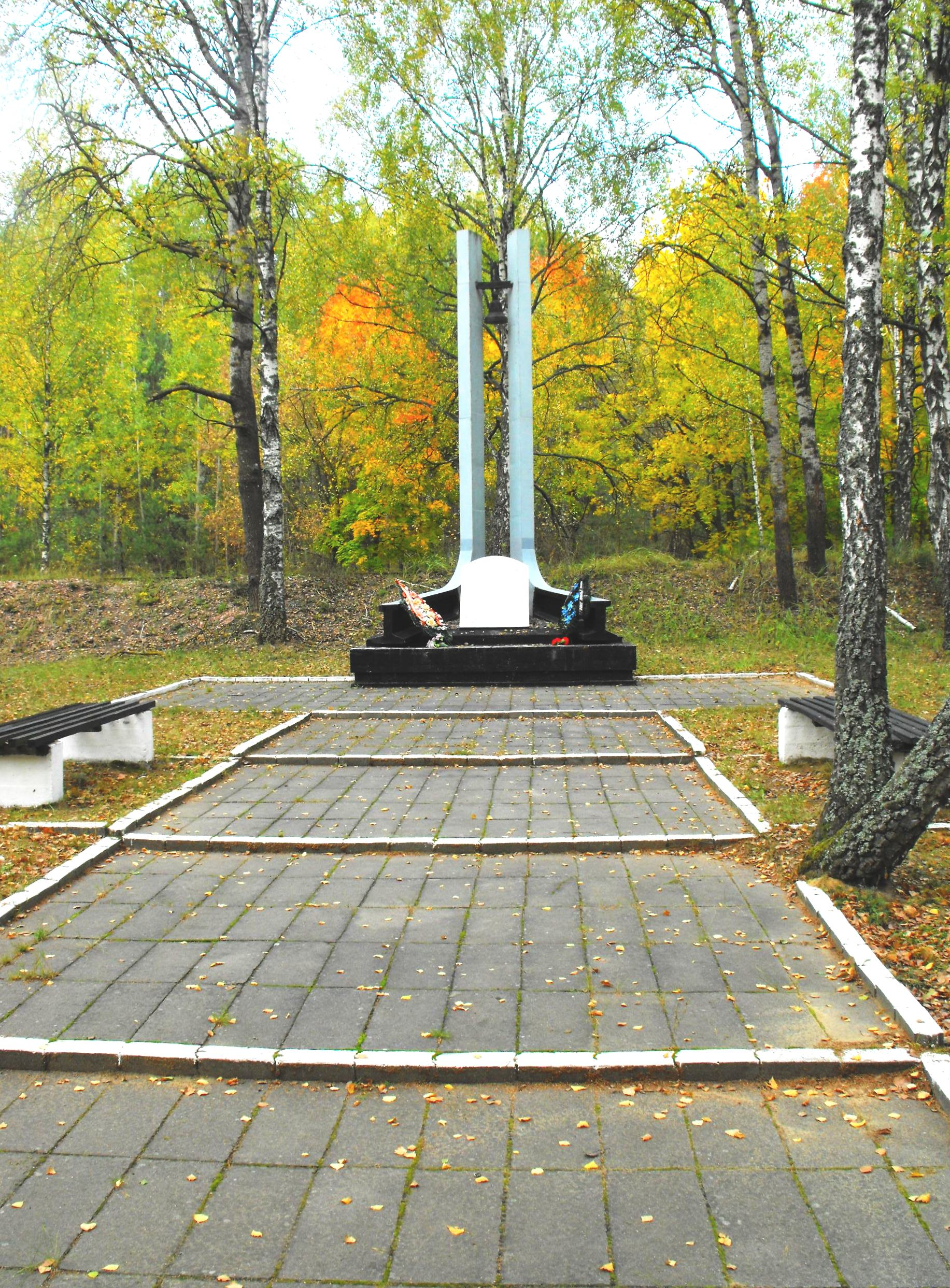
Бронная гора. Памятник на месте массовых убийств евреев

Ещё до полной ликвидации гетто узников постоянно убивали в самом городе, а также вывозили и убивали в районе станции Берёза-Картузская, на Бронной горе, в лагере смерти Собибор, около местечка Речица, в районе форта № 8. Например, только в конце июля 1942 года были расстреляны около 900 евреев.
Осенью 1942 года немцы вызвали руководство юденрата в гестапо, где от них под угрозой уничтожения гетто потребовали выплатить очередную «контрибуцию» золотом, серебром и другими ценностями. Узники смогли собрать только 80 % от затребованного — больше у них ничего не было.
В начале октября 1942 года в Брест прибыла группа сотрудников гестапо для организации «окончательного решения еврейского вопроса». Они собрали в кинотеатре «Мир» руководство немецкой, польской и украинской полиции для инструктажа по действиям во время уничтожения гетто.
Евреи узнали об этом и начали подготовку к восстанию — оружие доставалось из тайников, собирались разобранные пулемёты, руководство сопротивления призвало подпольщиков не расходиться, а ожидать нападения всю ночь с 14 на 15 октября. Но часть бойцов разошлась по домам, посчитав, что на этот раз ликвидации гетто не будет, а оставшиеся подпольщики на рассвете тоже вернулись домой.
Однако утром 15 октября 1942 года гетто было окружено автомобилями с жандармами. Эти грузовики встали через каждые 10 метров, а через каждые три машины стояли танкетки. В городе начались облавы, а хутора вокруг города, находившиеся около леса, были подожжены. В оцеплении оказался весь Брест, вооружённые усиленные патрули стояли на каждой улице и на каждом выезде из города. Возле каждого из трёх ворот гетто были установлены пулемёты и находились усиленные наряды охраны.
В гетто часть жителей стала прятаться в заранее подготовленных убежищах, но почти никому не удалось скрыться — немцы и полицейские вламывались в дома с собаками, находили всех скрывающихся, вытаскивали их на улицу и расстреливали. Некоторые евреи не желали умирать от рук нацистов и коллаборантов, и сами до их прихода убивали своих детей и себя. Остальных узников собрали в колонны и под конвоем немцев и полиции уводили в сторону крепости. Там обречённых людей грузили в товарные вагоны и увозили на смерть к Бронной горе.
В период с 15 октября по 18 октября 1942 года Брестское гетто было полностью уничтожено. На улицах лежало множество тел убитых. Массовые расстрелы прошли на кладбище на стыке улиц Московской и Долгой (ныне Куйбышева), во дворе дома № 126 на улице Долгой (ныне между улицами Куйбышева и Карбышева), около 5000 евреев расстреляли возле больницы на улице Интернациональной. Также были убиты 90 еврейских детей в детском доме № 2 и 64 еврея в доме престарелых. В результате были убиты почти все евреи Бреста. В живых из всех узников гетто осталось 19 (по другой информации, 17) человек.
В разгромленном гетто шла охота на немногих уцелевших евреев. Колодцы были перекрыты колючей проволокой, чтобы не дать возможности спасшимся добраться до воды. Сумевших сбежать ловили в ближайших деревнях и убивали. Только в Мотыкалах в течение октября — ноября 1942 года были пойманы и расстреляны на территории кладбища более 500 человек, сбежавших из Брестского гетто.
В акте ЧГК «О злодеяниях немецко-фашистских захватчиков в Бресте» на основании показаний многочисленных свидетелей зафиксировано: «евреи шли на смерть с чувством высокого достоинства и величайшего презрения к зверям-немцам. Даже маленькие дети не плакали и вели себя спокойно».

## Случаи спасения и Праведники мира

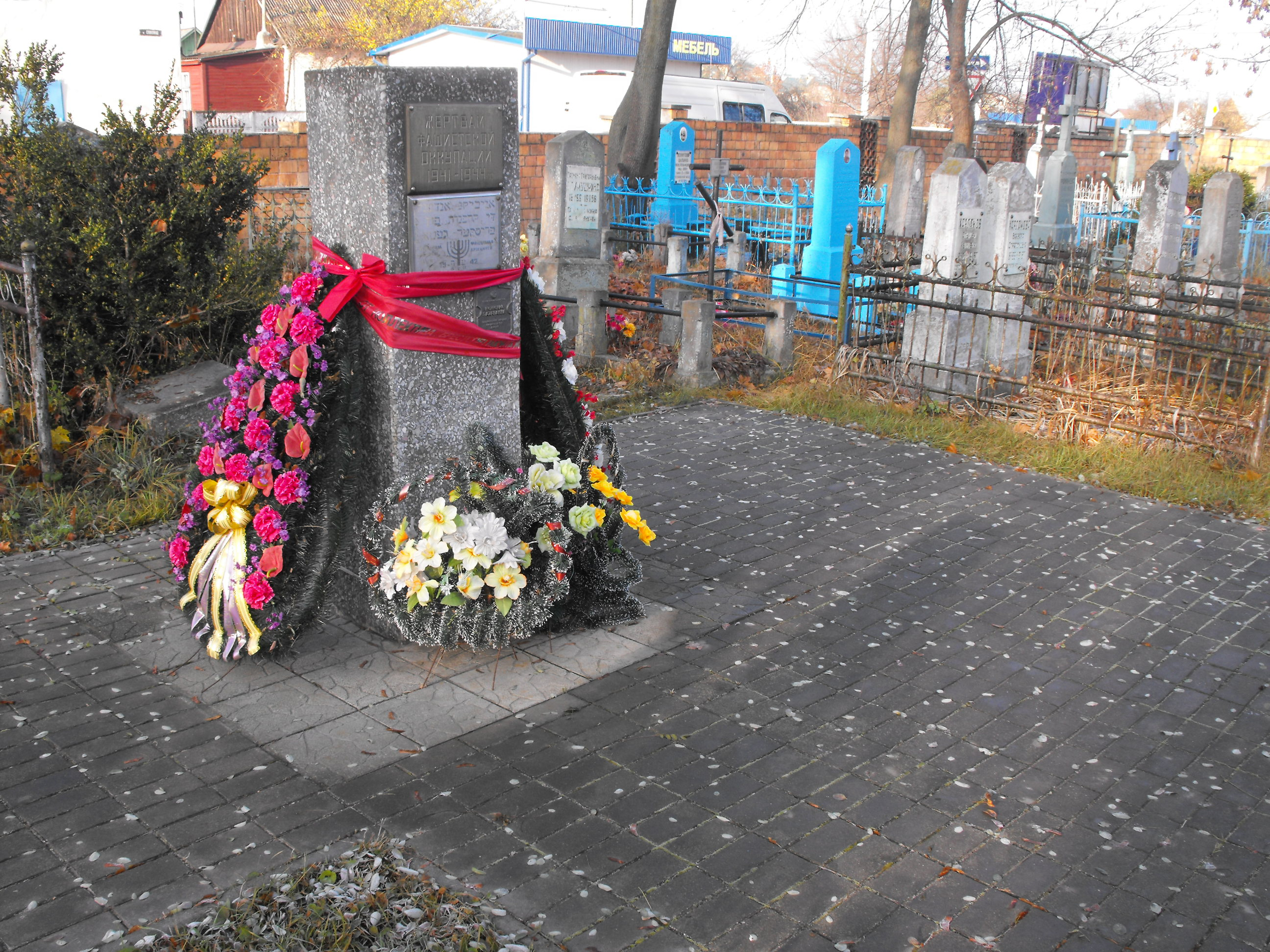
Памятник на Тришинском кладбище в Бресте на месте перезахоронения примерно 1000 евреев. Их останки были найдены во время строительных работ на улице Куйбышева

В районе Бреста действовал партизанский отряд имени Щорса под командованием Павла Пронягина. В этот отряд охотно принимали евреев, в том числе многих беглецов из Брестского гетто. По инициативе командования отряда при нём был создан еврейский семейный лагерь.
В Бресте 4 человека были удостоены почётного звания «Праведник народов мира» от израильского мемориального института «Яд ва-Шем» «в знак глубочайшей признательности за помощь, оказанную еврейскому народу в годы Второй мировой войны»:
- Курянович Игнатий — за спасение Смоляра Моше в Бресте[71];
- Головченко Пётр и Софья и Макаренко Пелагея — за спасение семьи Манкеров и Энгельмана Миши в Бресте[72];

## Память
По данным из немецких отчётов и по результатам расследования ЧГК, в Брестском гетто с момента его создания до ликвидации были замучены и убиты от 17 000 до 20 000 евреев.
Опубликованы неполные списки убитых в Бресте евреев. В Государственном архиве Брестской области хранятся анкеты 1941 года на более чем 12 000 узников гетто. Там же хранится «Список евреев г. Брест на получение паспортов», содержащий 12 260 имён жертв Брестского гетто.
Убитым евреям Брестского гетто установлены памятники в Бресте и на Бронной горе. Первый памятник был установлен в 1946 году на месте расстрела 5000 человек с надписью на идише. В 1947 году памятник был снесён, а останки расстрелянных после многочисленных жалоб перезахоронили на городском кладбище. В 1974 году был снесён и памятник жертвам гетто в районе улицы Куйбышева — его с надписями на идише, иврите и белорусском языке восстановили в октябре 1992 года на средства евреев из США, Аргентины и Израиля. Этот памятник неоднократно становился объектом вандализма.
В январе 2019 года во время строительства жилого квартала в центре города — во дворе дома у проспекта Машерова — были обнаружены останки 1214 расстрелянных узников Брестского гетто, которые были перезахоронены на городском кладбище «Северное». На месте убийства предполагается установить мемориальный знак.
О Брестском гетто в 1994 году был снят документальный фильм (режиссура и сценарий Ионаса Мисявичуса, Елены Якович и Ильи Альтмана), показанный в 1995 году на Центральном канале российского телевидения.
В 2016 году театр «Крылы халопа» посвятил теме Брестского гетто цикл документальных аудиоспектаклей в пространстве города. Аудиоспектакль-экскурсия Brest Stories Guide базируется на материалах архивов, книжных изданий, фотографий, интервью со свидетелями событий, связанных с антисемитскими проявлениями 1930—1940-х годов, Брестским гетто и уничтожением еврейской общины в 1941—1942 годах В спектакле были задействованы лучшие актёры брестских театров, в том числе три заслуженных артиста Белоруссии.